# Roman Pavljutjenko
Roman Anatoljevitj Pavljutjenko (ryska: Роман Анатольевич Павлюченко), född 15 december 1981 i Mostovskoj i Krasnodar kraj, är en rysk före detta fotbollsspelare.
Under sin karriär spelade han bland annat för Dynamo Stavropol, Rotor Volgograd, Spartak Moskva, Tottenham Hotspur FC, Lokomotiv Moskva och Kuban Krasnodar.

## Klubbkarriär
Pavljutjenko gjorde debut som senior för Dynamo Stavropol 1999. Han flyttade sedan till Rotor Volgograd där han stannade hos tills han 2002 flyttade till Spartak Moskva. I augusti 2008 flyttade Pavljutjenko till Tottenham. År 2012 blev han såld till Lokomotiv Moskva för 8 miljoner pund.

### Spartak Moskva
Pavljutjenko flyttade till Spartak Moskva våren 2003. Han var den mest återkommande målgöraren för klubben, han gjorde 67 mål på 130 matcher.

## Internationell karriär
Pavljutjenko debuterade 2003 för det ryska landslaget. Han har fått spela i skuggan av Pavel Pogrebnjak under hela EM-kvalet. Då Pogrebnjak skadade sig i knät under träningslandskamperna innan EM, så fick Pavljutjenko chansen från start i mästerskapet. Pavljutjenko bästa ryska målskytt i EM 2008 med sina tre mål.  

### Europamästerskapet 2008
Pavljutjenko var i strålkastarljuset då han gjorde båda målen i en avgörande EM-kvalmatch mot England, då Ryssland vann med 2–1. I EM 2008 fick han sitt stora internationella genombrott med totalt tre mål. Det första gjorde han mot Spanien genom 1–3-reduceringen i 86:e minuten. Andra målet kom mot Sverige, då han gjorde 1–0 i 24:e minuten; Ryssland vann matchen med 2–0 med Andrej Arsjavin som sista målskytt i 50:e minuten. Ryssland vann sedan kvartsfinalen mot Nederländerna med 3–1, 1–0-målet gjorde Pavljutjenko 56:e minuten. Ryssland förlorade sedan semifinalen mot Spanien med 3–0.